# Municipio de South Lindsey
El municipio de South Lindsey (en inglés: South Lindsey Township) es un municipio ubicado en el condado de Benton en el estado estadounidense de Misuri. En el año 2010 tenía una población de 2822 habitantes y una densidad poblacional de 104,63 personas por km².

## Geografía
El municipio de South Lindsey se encuentra ubicado en las coordenadas 38°15′48″N 93°21′32″O / 38.26333, -93.35889. Según la Oficina del Censo de los Estados Unidos, el municipio tiene una superficie total de 26.97 km², de la cual 23.56 km² corresponden a tierra firme y (12.67%) 3.42 km² es agua.

## Demografía
Según el censo de 2010, había 2822 personas residiendo en el municipio de South Lindsey. La densidad de población era de 104,63 hab./km². De los 2822 habitantes, el municipio de South Lindsey estaba compuesto por el 96.67% blancos, el 0.96% eran afroamericanos, el 0.85% eran amerindios, el 0.21% eran asiáticos, el 0.04% eran isleños del Pacífico, el 0.43% eran de otras razas y el 0.85% pertenecían a dos o más razas. Del total de la población el 2.73% eran hispanos o latinos de cualquier raza.